# Grbovnik
Grbovnik je uređena grupa ilustracija grbova koji su međusobno povezani vremenskom ili regionalnom sličnošću. Jedan od najpoznatijih grbovnika u bivšoj Jugoslaviji je Fojnički grbovnik koji sadrži grbove hrvatskih, bosanskohercegovačkih i srpskih plemičkih obitelji.

## Vanjske poveznice
- Službena web stranica Hrvatskog grboslovnog i zastavoslovnog društva